# Křelov-Břuchotín
Křelov-Břuchotín település Csehországban, a Olomouci járásban. Křelov-Břuchotín Olomouc, Těšetice, Ústín, Skrbeň és Horka nad Moravou településekkel határos. Lakosainak száma 1954 fő (2024. január 1.).

## Népesség
A település lakosságának változását az alábbi diagram mutatja:
| Lakosok száma | 885  | 1193 | 1545 | 1469 | 1276 | 1314 | 1712 | 1746 | 1749 | 1954 |
|               | 1869 | 1890 | 1921 | 1950 | 1980 | 2001 | 2017 | 2019 | 2022 | 2024 |